# Neopristilophus
Neopristilophus là một chi bọ cánh cứng trong họ 
Elateridae.
Chi này được miêu tả khoa học năm 1894 bởi Buysson.

## Các loài
Các loài trong chi này gồm:
- Neopristilophus aethiops (Herbst, 1806)
- Neopristilophus cirratipilis (Candèze, 1865)
- Neopristilophus colossus (LeConte, 1861)
- Neopristilophus confusus Fleutiaux, 1936
- Neopristilophus cribrosus (LeConte, 1853)
- Neopristilophus dissimilis Fleutiaux, 1936
- Neopristilophus gougeleti (Fairmaire, 1859)
- Neopristilophus insitivus (Germar, 1824)
- Neopristilophus maurus (LeConte, 1853)
- Neopristilophus morosus (Candèze, 1882)
- Neopristilophus parvus (Vats & Chauhan, 1992)
- Neopristilophus serrifer (Candèze, 1873)
- Neopristilophus yakuanus Kishii, 1982